# Prémesques
Prémesques (Nederlands: Permeke) is een gemeente in het Franse Noorderdepartement (Frans: département du Nord) in de regio Hauts-de-France. De plaats maakt deel uit van het arrondissement Rijsel. Prémesques telde op 1 januari 2022 2.029 inwoners.
De naam van het dorp heeft dezelfde oorsprong als Permeke (van de mansnaam Primius + -acum); in de 12de eeuw schreef men Premeca.

## Geografie
De oppervlakte van Prémesques bedroeg op 1 januari 2022 5,07 vierkante kilometer; de bevolkingsdichtheid was toen 400,2 inwoners per km².

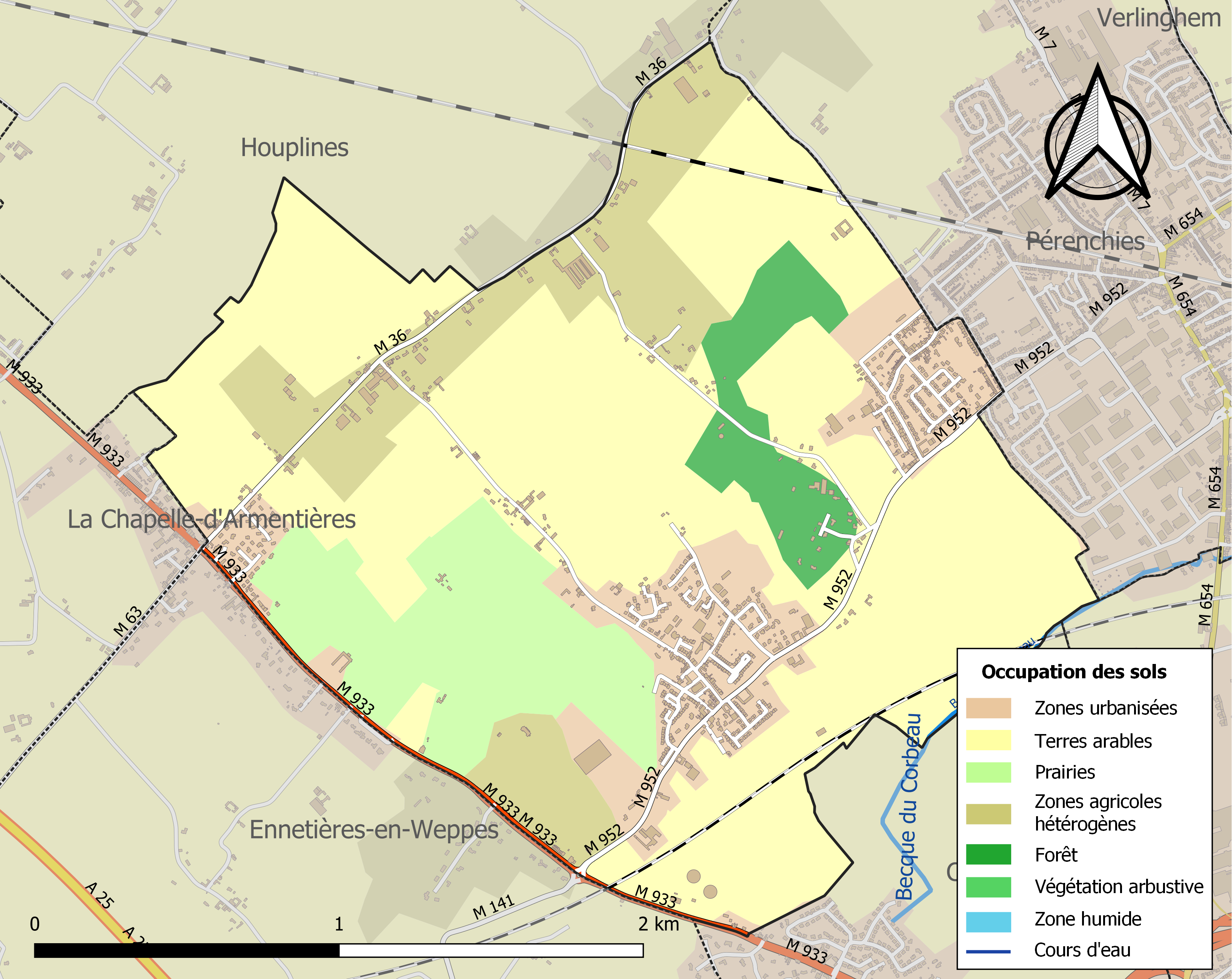
Kaart van de gemeente met belangrijkste infrastructuur, bodemgebruik en omliggende gemeenten

## Demografie
Onderstaande figuur toont het verloop van het inwonertal (bron: INSEE-tellingen).